# Ґоффредо Мамелі
Ґоффредо Мамелі (італ. Goffredo Mameli; 5 вересня 1827 — 6 липня 1849) — італійський патріот, поет, письменник і видатна фігура Рісорджіменто, автор слів «Il Canto degli Italiani», державного гімну Італії.

## Біографія
Син аристократичного сардинського адмірала, Мамелі народився в Генуї, де його батько командував флотом Сардинського королівства. У віці семи років його відправили на Сардинію, до діда, щоб уникнути ризику холери, але незабаром він повернувся до Генуї, щоб завершити навчання.
Досягнення дуже короткого життя Мамелі зосереджені лише у двої роках, протягом яких він грав важливу роль у повстанських рухах і Рісорджіменто.
У 1847 році Мамелі приєднався до Società Entelema, культурного руху, який незабаром мав перетворитися на політичний рух, де він зацікавився теоріями Джузеппе Мадзіні.
Мамелі переважно відомий як автор слів італійського національного гімну Il Canto degli Italiani (музика Мікеле Новаро), більш відомого в Італії як Inno di Mameli (Гімн Мамелі). Ці тексти вперше були використані в листопаді 1847 року, під час візиту до Генуї короля Сардинії Карла Альберта після його перших реформ. Слова Мамелі до «народного гімну» — «Suona la tromba» — були покладені на музику Джузеппе Верді наступного року.
Мамелі приймав активну участь у націоналістичних рухах, і вчиняв деякі видовищні дії, такі як вивішування триколору (теперішній прапор Італії, тоді заборонений) на честь вигнання австрійців у 1846 році. Згодом Мамелі приєднався до Ніно Біксіо (згодом основний прихильник і друг Гарібальді) у комітеті з охорони здоров'я, вже на чіткій позиції Мадзіні. У березні 1848 року, дізнавшись про повстання в Мілані, Мамелі організував експедицію з 300 іншими патріотами, приєднався до військ Біксіо, які вже були на місці, і увійшов до міста. Потім він був прийнятий до іррегулярної армії Гарібальді (насправді це була добровольча бригада генерала Торреса), як капітан, і познайомився з Мадзіні.
Повернувшись у Геную, він більше займався літературною творчістю, написав кілька гімнів та інших композицій, став директором газети Diario del Popolo («Щоденна газета») і розгорнув у пресі кампанію війни проти Австрії. У грудні 1848 року Мамелі дістався Риму, де був вбитий Пеллегріно Россі, допомагаючи в таємній роботі щодо проголошення (9 лютого 1849 року) Римської республіки. Потім Мамелі відправився до Флоренції, де запропонував створити спільну державу між Тосканою та Лаціумом.
У квітні 1849 року він знову був у Генуї разом з Біксіо, де народне повстання зустріло рішучу опозицію з боку генерала Альберто Ферреро Ла Мармора. Незабаром Мамелі знову виїхав до Риму, куди французи прибули підтримати Папську державу (папа Пій IX фактично втік з міста) і взяв активну участь у битві.

## Смерть

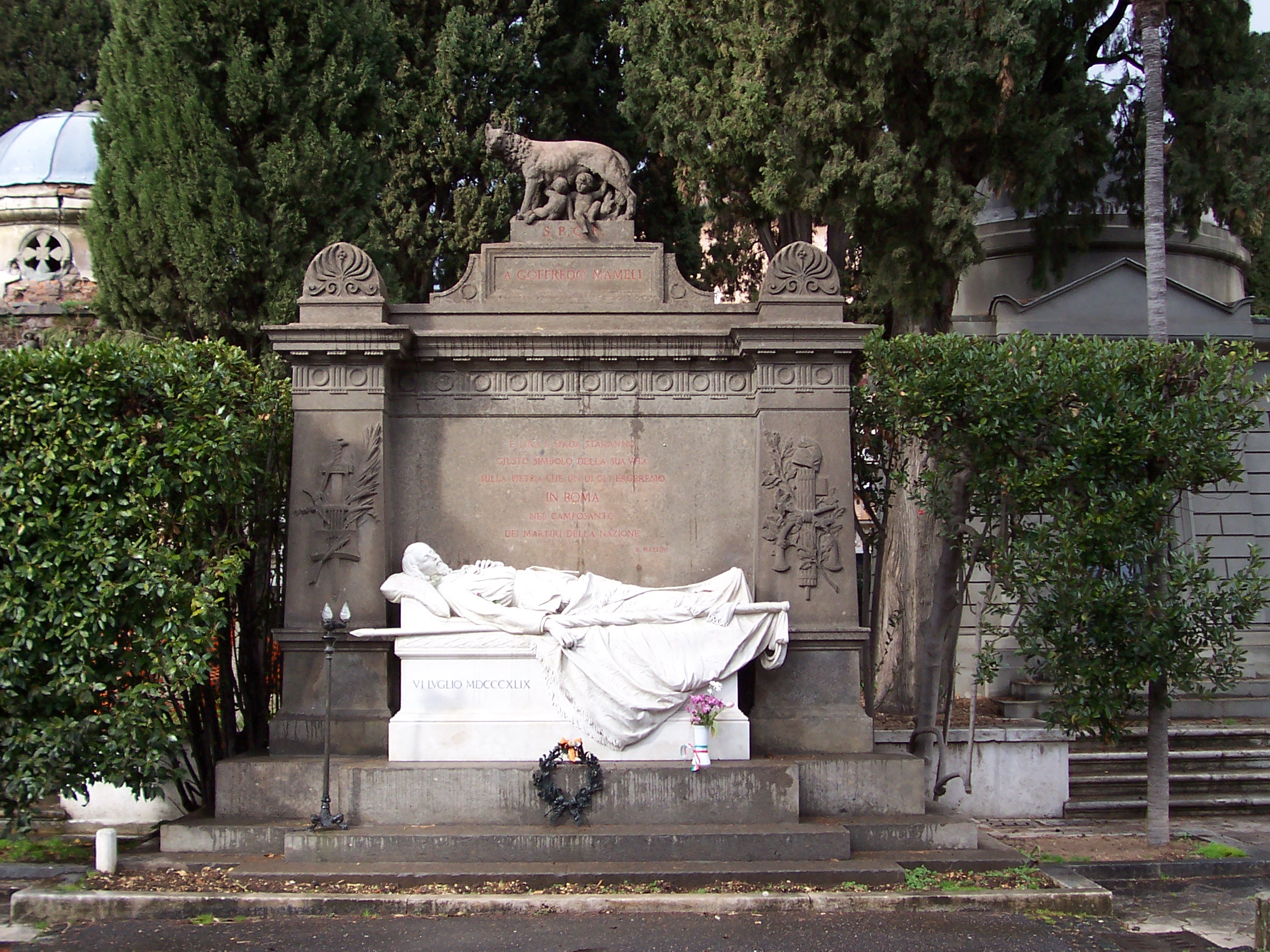
Могильний пам'ятник Лучано Кампізі Мамелі на Кампо Верано, Рим, побудований у 1891 році

Під час облоги Риму він був помічником Джузеппе Гарібальді. Зокрема, він брав участь у захисті Вілли дель Васчелло на пагорбі Янікул. Він був поранений у ліву ногу французами під час останнього штурму 3 червня Палаццо Корсіні, зайнятої французами.
У Мамелі почалась гангрена, яку лікар П'єтро Маестрі виявив через чотири дні після поранення. Після консультації з Маестрі та іншими лікарями було вирішено ампутувати ногу, яку виконав хірург Паоло Марія Рафаелло Бароні. Незважаючи на це, інфекція поступово зросла до такої міри, що спричинила смерть від сепсису 6 липня 1849 року у віці 21 року в хоспісі Trinità dei Pellegrini.
Спочатку він був похований на Кампо Верано в Римі, однак його останки були перенесені в Мавзолей Оссаріо дель Джаніколо в 1941 році.